# Lijst van voetbalinterlands Brazilië - Servië
Deze lijst van voetbalinterlands is een overzicht van alle officiële voetbalwedstrijden tussen de nationale teams van Brazilië en Servië. De landen speelden tot op heden drie keer tegen elkaar. De eerste ontmoeting, een vriendschappelijke wedstrijd, werd gespeeld in São Paulo op 6 juni 2014. Het laatste duel, een groepswedstrijd tijdens het Wereldkampioenschap voetbal 2022, vond plaats op 24 november 2022 in Lusail (Qatar).

## Wedstrijden
| № | Plaats    | Datum            | Competitie        | Wedstrijd         | Uitslag |
| - | --------- | ---------------- | ----------------- | ----------------- | ------- |
| 1 | São Paulo | 6 juni 2014      | Vriendschappelijk | Brazilië – Servië | 1 – 0   |
| 2 | Moskou    | 27 juni 2018     | WK 2018           | Servië – Brazilië | 0 − 2   |
| 3 | Lusail    | 24 november 2022 | WK 2022           | Brazilië – Servië | 2 − 0   |

## Samenvatting
| Competitie        | Totaal gespeeld | Winst Brazilië | Gelijk | Winst Servië | Doelsaldo Brazilië – Servië |
| ----------------- | --------------- | -------------- | ------ | ------------ | --------------------------- |
| WK-eindronde      | 2               | 2              | 0      | 0            | 4 − 0                       |
| Vriendschappelijk | 1               | 1              | 0      | 0            | 1 − 0                       |
| Totaal            | 3               | 3              | 0      | 0            | 5 − 0                       |

Wedstrijden bepaald door strafschoppen worden, in lijn met de FIFA, als een gelijkspel gerekend.

## Details

### Eerste ontmoeting
| Vriendschappelijk (São Paulo, Brazilië, 6 juni 2014): |       |        |
| Brazilië                                              | 1 – 0 | Servië |
| Fred 58'                                              | goals |        |
| - Debuut van Milan Lukač (Partizan) voor Servië.      |       |        |